# Sidi Hosni
Sidi Hosni là một đô thị thuộc tỉnh Tiaret, Algérie. Dân số thời điểm năm 2002 là 7.61 người.